# Josip Sanko Rabar
Josip Sanko Rabar (Zagreb, 17. kolovoza 1946.) hrvatski književnik, filozof i novinar. Piše eseje,  pjesme, pjesme u prozi, novele, romane, bajke, pripovijetke i pjesme za djecu, aforizme, scenarije za filmove, zatim piše kao slobodni novinar, objavljuje studije, članke, meditacije, kritike, prikaze i osvrte u svjetovnim i teološkim časopisima, crkvenim i svjetovnim listovima.

## Životopis
Rabar je diplomirao filozofiju i sociologiju na Filozofskome fakultetu zagrebačkoga sveučilišta 1976. godine. Prvotno je djelovao motiviran nastojanjima praksisovaca. Dok je studirao, doživio je obraćenje. Na novogodišnjoj polnoćki 1972. godine dao se krstiti kod isusovaca i otada piše kao angažirani vjernik. Bio je zaposlenik Radio Zagreba gdje je bio fonodokumentator sve do odlaska u invalidsku mirovinu 1985. godine.
Piše za časopise Republiku, Obnovljeni život, Novu prisutnost, Kolo, Forum, Dubrovnik, Fokus, Riječ i dr.
Pisao je o djelu Krešimira Tičića, o pjesništvu Ive Čuvalo, o ocu Braslavu Rabaru, Mladenu Jurčiću, Davoru Šalatu, Ivanu Babiću, Vladi Gotovcu i drugima.

## Djela
- Igračke (poezija u prozi), CeKaDe, Zagreb 1984.[1]
- Ogledalo (pjesme), ZB, Zagreb 1988.[2]
- Veronikin rubac (esejističke meditacije pred likovnim djelima), FTI, Zagreb 1988.[3]
- Jordan (koautor, eseji), FTI, Zagreb 1990.
- Drvodjelja & Riba (dvije poeme), Školske novine, Zagreb 1995.[4]
- Djelo Krešimira Tičića (eseji), Zbornik Kačić (posebni otisak), Split 2002.
- Pjesme bratu Suncu (pjesme), Alfa, Zagreb 2008.[5]
- Umjetnost i vjera (eseji), Kršćanska sadašnjost, Zagreb 2008.
- Zagrebačke razglednice (proza), Karista, Zagreb 2008.[6]
- Filozofija i kršćanstvo (filozofske studije i ogledi), Hrvatsko filozofsko društvo, Zagreb, 2009.
- Hruh i vino (zbornik suvremene hrvatske duhovne poezije), HUM, Zagreb 2009.
- Sveti trag u dvadesetom stoljeću (esejističke meditacije pred likovnim djelima), Kršćanska sadašnjost, Zagreb 2009.
- Razgovor s Bogom (pjesme), Društvo hrvatskih književnika, Zagreb 2010.
- Molitve s ruba (eseji u stihu), FTI, Zagreb 2013.
- Ludilo i obraćenje (autobiografski roman), Naklada Pavičić, Zagreb 2014.
- Nacrt vrta (roman), Biakova, Zagreb 2014.
- Zašto i druga pitanja (proza za djecu), Glas Koncila, Zagreb 2015.
- Jednadžba ugode i neugode (filozofski esej), Naklada Ceres, Zagreb 2015.
- Fantastične priče (pripovijetke), Biakova, Zagreb 2017.
- Priče i bajke za djecu (proza), Naklada Bošković, Split 2018.
- Rječnik etiketa (ogledi), Kršćanska sadašnjost, Zagreb 2019.
- Radosna uvjeravanja (ogledi), Naklada Bošković, Split 2019.
- Obratnice (ogledi), Naklada Bošković, Split 2019.
- Samo tebi predam sve (pjesme), Naklada Bošković, Split, 2020.
- Nestvarne stvari (pjesme za djecu), Naklada Bošković, Split, 2021.
- Duševni križ i obraćenje, Meditacije iz Kane (ogledi), Kršćanska sadašnjost, Zagreb, 2021.

Neki njegovi tekstovi ušli su u zbornik radova u čast dr. Željku Mardešiću Dijalogom do mira, urednika Bože Vulete, Ante Vučkovića i Ivana Milanovića Litre.
Neke pjesme su mu ušle u antologiju suvremenoga hrvatskog pjesništva o Zagrebu prigodom 900. obljetnice grada Zagreba i Zagrebačke biskupije ''Autobiografski Zagreb priređivača Vinka Brešića, antologiju novije hrvatske marijanske lirike Duša duše Hrvatske Nevena Jurice i Božidara Petrača, antologiju Hrvatska uskrsna lirika: od Kranjčevića do danas prireditelja Božidara Petrača, antologiju Hvaljen budi, Gospodine moj: sveti Franjo u hrvatskom pjesništvu priređivača Vladimira Lončarevća, Božidara Petrača i Nevenke Videk, antologiju hrvatske duhovne Krist u hrvatskom pjesništvu: od Jurja Šižgorića do naših dana Vladimira Lončarevića, antologiju Križni put u stihovima hrvatskih pjesnika XX. stoljeća Vladimira Lončarevića, antologiju hrvatskih pjesama u prozi Naša ljubavnica tlapnja : / Zvonimira Mrkonjića, Hrvoja Pejakovića i Andriane Škunce, antologiji Povrh starog Griča brda: Zagreb u hrvatskom pjesništvu 19. i 20. stoljeća Božidara Petrača, antologiju hrvatskog pjesništva osamdesetih Strast razlike, tamni zvuk praznine Branka Čegca i Miroslava Mićanovića, izbor suvremene hrvatske bajke Stala vila da napoji konja priređivačice Diane Zalar
Priredio je zbornik suvremene hrvatske duhovne poezije Kruh i vino.
Član je Društva hrvatskih književnika, Matice hrvatske, Hrvatskog društva katoličkih novinara, Hrvatskog filozofskog društva i Hrvatske paneuropske unije.

## Osvrti
Nakon desetak godina pisanja u periodici Rabar je, "izvan generacija i škola" (Zvonimir Mrkonjić), ušao u književnost zbirkom pjesničkih minijatura Igračke, a poemama Drvodjelja & Riba dokazuje svoju sklonost filozofičnoj meditaciji, koja proizlazi iz njegova stava začuđena promatrača nad smislom stvari koji se otkriva ispod privida. U Republici, br. 2, 3 i 4 (1985.) prilikom ocjenjivanja književnoga stvaralaštva u tadašnjoj Hrvatskoj u 1984. godini, Ante Stamać uvrštava Igračke među nekoliko najboljih djela objavljenih te godine iz svih rodova lijepe književnosti. "Njegova je slikovno-simbolički višeslojna, stilski i tematski raznolika poezija s jasnim osjećajem za prisutnost transcendentnoga" (Mladen Jurčić). S egzistencijalnom i povijesnom pripovijednom prozom Zagrebačke razglednice "otkriva na osebujan način vlastitu napetost između prolaznosti i vječnosti" (A. Matijašević). U drugoj zbirci pripovijedaka Fantastične priče Rabar se igra odnosom između erosa i thanatosa, utopije i distopije, vremena i eshatona. "Njegovi eseji, kao sinteza filozofskoga mišljenja i kršćanske meditacije, postali su paradigma suvremenog hrvatskog ogleda kršćanske inspiracije" (Vladimir Lončarević).

## Nagrade
- 2. nagrada Dubravko Horvatić za priču Gorgo, objavljenu 30. siječnja 2009. u Hrvatskom slovu[8]
- 1. nagrada za esej na Drugom Susretu hrvatskoga duhovnoga književnoga stvaralaštva Stjepan Kranjčić 2010. za esej Vjera i mistika[9]
- 3. nagrada za esej na Trećem Susretu hrvatskoga duhovnoga književnoga stvaralaštva Stjepan Kranjčić 2011. za esej Zlo iz neznanja[10]
- 1. nagrada za priču na Četvrtom Susretu hrvatskoga duhovnoga književnoga stvaralaštva Stjepan Kranjčić 2012. za priču Potpuna katastrofa
- Pohvala Hrvatskoga društva književnika za djecu i mlade: Zvonko za najbolji neobjavljeni prozni rukopis za djecu i mlade 2014.